# Matías Quiroga
Matías Alejandro Quiroga (San Luis, 14 aprile 1986) è un calciatore argentino, attaccante del FADEP.